# Союз TMA-13M
Союз ТМА-13М — російський пілотований космічний корабель, який стартував 28 травня 2014 року о 22:56 (за київським часом) до МКС. Мета місії — доставити членів екіпажу МКС-40 до Міжнародної космічної станції. TMA-13M був 122-м стартом «Союзу», перший політ якого відбувся 1967 року. Корабель залишався біля МКС як запасний космічний корабель для Експедиції 41.

## Екіпаж
- Максим Сураєв (2-й космічний політ) — командир екіпажу, Роскосмос;
- Грегорі Р. Вайсман, НАСА;
- Олександр Герст, ЕКА.

## Дублери
- Антон Шкаплеров (2-й космічний політ) — командир екіпажу, Роскосмос;
- Олександр Герст (1) — бортінженер, ЄКА;
- Террі Віртс (2) — бортінженер, НАСА.

## Підготовка до польоту
7 березня 2014 транспортний пілотований корабель «Союз ТМА-13М» був доставлений на космодром Байконур.
15 травня 2014 основний та дублюючий екіпажі космічного корабля «Союз ТМА-13М» прибули на космодром «Байконур».

## Політ
За стартом космічного корабля можна було спостерігати он-лайн на сайті naked-science.ru
29 травня о 4:44 (київський час) корабель пристикувався до МКС. Зістикувався з МКС по «короткій схемі». Ще через 2 години було відкрито люки з корабля на МКС.
У ході польоту було проведено велику кількість технічних, технологічних, геофізичних, медичних та інших експериментів.
Космонавти прийняли і розвантажили вантажні кораблі «Сігнус Orb-2», «Прогрес М-24М», ATV-5 «Жорж Леметр» і «Дрегон SpX-4».
Максим Сураєв здійснив один вихід у відкритий космос, а його колеги двічі покидали борт станції.
10 листопада 2014 в 06:58 мск спускний апарат транспортного пілотованого корабля (ТПК) «Союз ТМА-13М» здійснив посадку північніше м. Аркалик (Республіка Казахстан). Посадка пройшла в штатному режимі. На Землю повернулися члени екіпажу тривалої експедиції МКС-40/41 у складі командира ТПК Максима Сураєва, бортінженерів Ріда Вайзмана та Олександра Герста.

## Фотогалерея

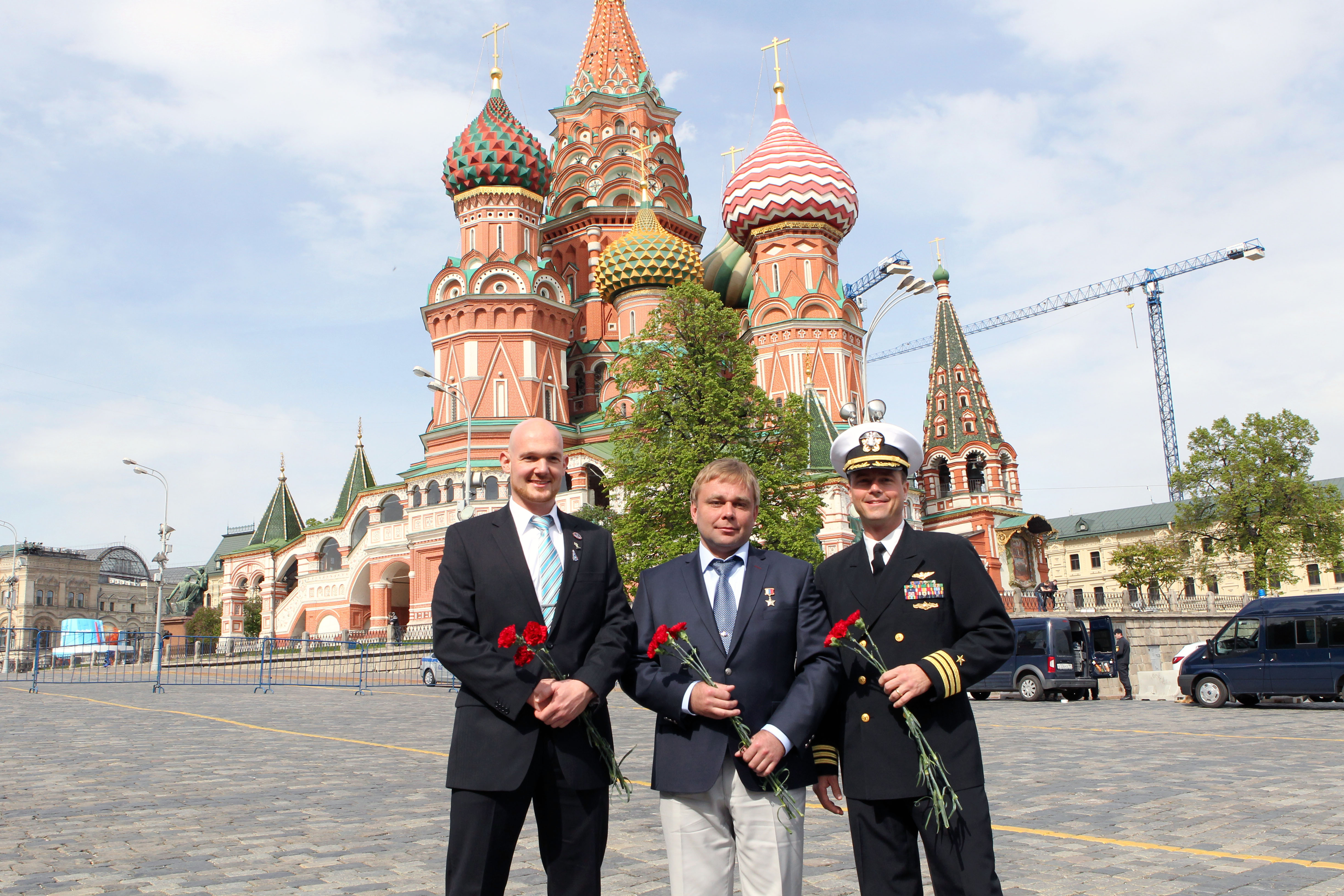
Союз екіпаж перед Собором Василя Блаженного на московській Червоній площі
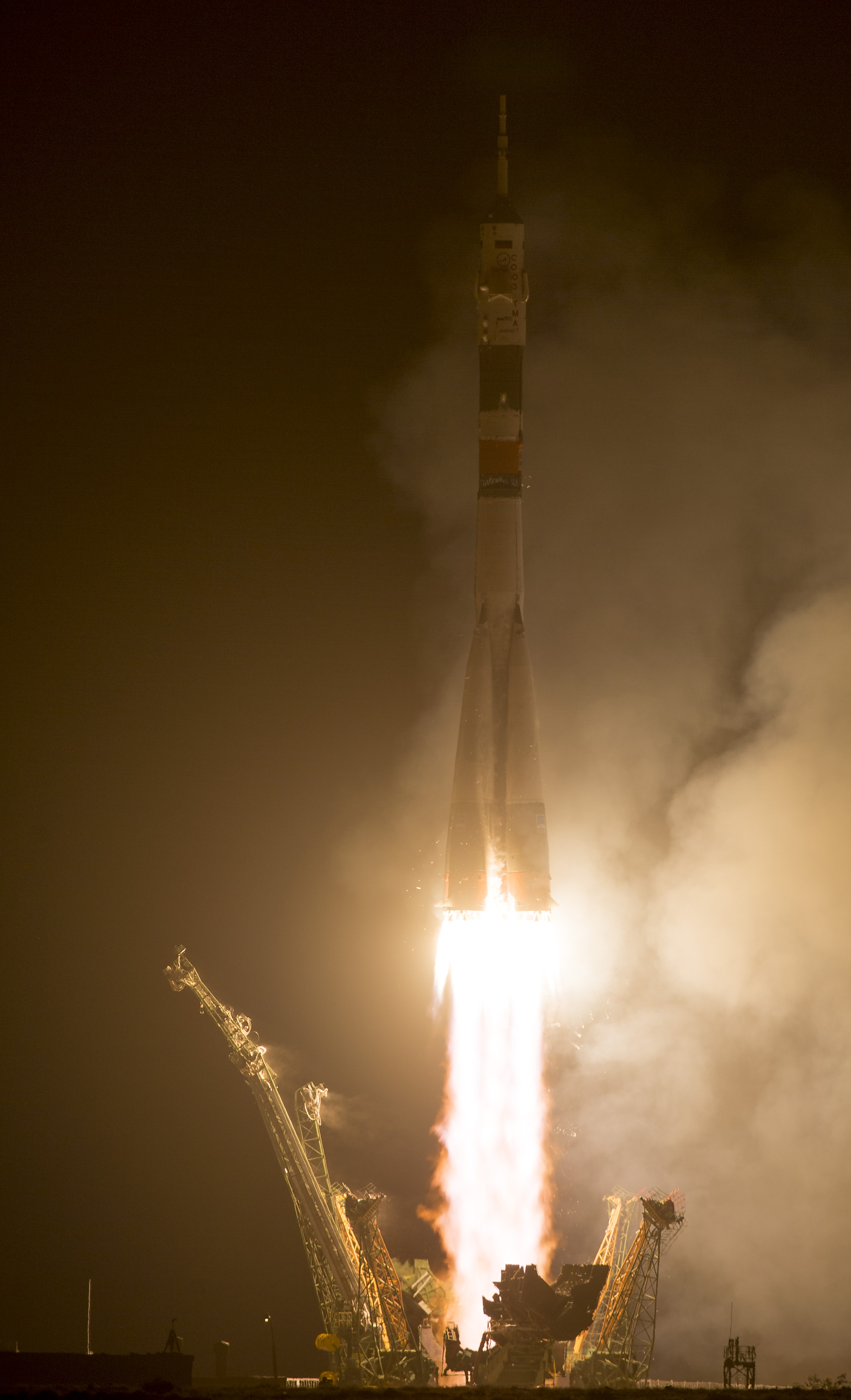
ТМА-13М стартує з космодрому Байконур
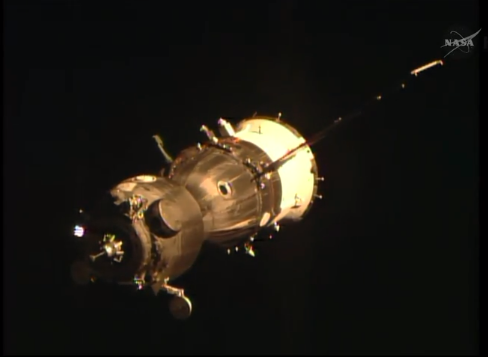
Союз ТМА-13М 28 травня 2014 нa відстані 25 м на кінцевому етапі стикування, руку космонавта можна побачити у вікні.